# جيرالد والاس
جيرالد والاس (بالإنجليزية: Gerald Wallace)‏ مواليد 23 يوليو 1982 في سيلاكاوغا، هو لاعب كرة سلة أمريكي بدأ مسيرته الاحترافية في سنة 2001. يبلغ طوله 6 قدم 7 بوصة (2.0 م).

## روابط خارجية
- جيرالد والاس على موقع إن بي أي (الإنجليزية)
- جيرالد والاس على موقع سبورتس رفرنس (الإنجليزية)
- جيرالد والاس على موقع كرة السلة الأوروبية.كوم (الإنجليزية)
- جيرالد والاس على موقع إي إس بي إن.كوم (الإنجليزية)
- جيرالد والاس على موقع كلية كرة السلة في سبورتس رفرنس.كوم (الإنجليزية)
- جيرالد والاس على موقع ريلجم (الإنجليزية)
- جيرالد والاس على موقع بروبوليرز (الإنجليزية)